# Street King Immortal
 Denne artikel bør gennemlæses af en person med fagkendskab for at sikre den faglige korrekthed.

|  | Fremtidig udgivelse Denne artikel omhandler et kunstværk i produktion eller uden udgivelse endnu, fx et musikalbum eller en roman. Det er derfor muligt, at indholdet er af spekulativ natur, og ligeledes at indholdet kan ændre sig markant, efterhånden som flere oplysninger bliver tilgængelige. |

"Street King Immortal" er det kommende sjette studiealbum fra den amerikanske rapper 50 Cent, der er sat til at blive udgivet den 26. februar 2013 gennem Aftermath Entertainment, Interscope Records og Shady Records. I et interview givet til DJ Whoo Kid, fortalte 50 Cent at albummet ville blive et "stjernefyldt" projekt, hvor Shady Records grundlægger Eminem, Maroon 5-forsangere Adam Levine, Alicia Keys, Chris Brown, Dr. Dre, Lloyd Banks, Ne-Yo, Trey Songz, Wiz Khalifa, Young Jeezy og andre ville være med.
I starten skulle albummet være udgivet i sommeren 2011, men udgivelsesdatoen til Street King Immortal er siden blevet ændret flere gange, hovedsageligt på grund af uoverensstemmelser mellem 50 Cent og Interscope over udgivelsen og promoveringen af albummet, hvilket førte til at albummet en kort overgang var nedlagt. Senere annoncerede Interscope at albummet ville være i butikkerne den 13. november 2012. Men 50 Cent sagde senere i et interview mens han var i Frankrig for at promovere sine hovedtelefoner fra hans eget firma SMS Audio, at albummet ville blive forsinket. Det forventes at det er i butikkerne den 26. februar 2013.